# Corythalia neglecta
Corythalia neglecta là một loài nhện trong họ Salticidae.
Loài này thuộc chi Corythalia. Corythalia neglecta được Otto Kraus miêu tả năm 1955.